# Albert Quendler
Albert Quendler (* 16. September 1921 in Villach; † 21. Jänner 2016) war ein österreichischer Filmregisseur.

## Leben
Albert Quendler wurde am 16. September 1921 als Sohn des damaligen Gendarmerierevierinspektors Johann Quendler (* 25. Februar 1881 in Pölling) und dessen Ehefrau Amalia (geborene Zoppoth; * 7. Juli 1893 in Mauthen; † 23. Oktober 1940 in Villach) in Villach geboren und am 25. September 1921 auf den Namen Albert getauft. Seine Eltern hatten am 29. Juli 1915 in Villach-St. Jakob geheiratet. Am 26. Mai 1934 erhielt er seine Konfirmation. Am 5. Mai 1949 wurde Quendler standesamtlich in Villach getraut; die kirchliche Trauung fand am selben Tag in Villach-Hl. Kreuz statt.
Albert Quendler inszenierte vor allem Dokumentarfilme. Er trat zum 1. Januar 1940 der NSDAP bei (Mitgliedsnummer 7.416.956). Bekannt wurde er durch das Dokumentar-Spielfilmexperiment Omaru – eine afrikanische Liebesgeschichte, da er bei einer Expedition von E. A. Zwilling drehte und für das ihm bei den Internationalen Filmfestspielen Venedig die Silberne Schale zuerkannt wurde. Er wurde mit verschiedenen Preisen ausgezeichnet und unterrichtete an der Filmakademie Wien.

## Filme
- 1951: St. Stephan
- 1952: Symphonie Wien
- 1955: Omaru – eine afrikanische Liebesgeschichte
- 1986: Oskar Kokoschka: Erinnerung